# Saison 1 de Scandal
Chronologie
Saison 2
Cet article présente le guide des épisodes de la première saison de la série télévisée américaine Scandal.

## Généralités
- Aux États-Unis, cette saison a été diffusée entre le 5 avril 2012 et le 17 mai 2012 sur le réseau ABC
- Au Canada, elle a été diffusée en simultané sur le réseau Citytv
- En France, elle a été diffusée entre le 28 mars 2013 et le 18 avril 2013 sur Canal+ et elle a été diffusée du 1er juillet 2014 au 8 juillet 2014 sur M6
- En Belgique, elle a été diffusée entre le 10 avril 2013 et le 1er mai 2013 sur RTL-TVI
- En Suisse, elle a été diffusée entre le 4 janvier 2014 et le 18 janvier 2014 sur RTS Un
- Au Québec, elle a été diffusée entre le 30 janvier 2014 et le 13 mars 2014 sur Séries+

## Distribution

### Acteurs principaux
- Kerry Washington (VF : Marjorie Frantz) : Olivia Pope
- Henry Ian Cusick (VF : Bruno Choel) : Stephen Finch
- Columbus Short (VF : Frantz Confiac) : Harrison Wright
- Darby Stanchfield (VF : Agnès Manoury) : Abby Whelan
- Katie Lowes (VF : Céline Melloul) : Quinn Perkins
- Guillermo Díaz (VF : Nessym Guétat) : Huck Finn
- Jeff Perry (VF : Thierry Wermuth) : Cyrus Beene
- Tony Goldwyn (VF : Philippe Valmont) : Fitzgerald Grant

### Acteurs récurrents
- Kate Burton (VF : Évelyne Grandjean) : Sally Langston [1]
- Liza Weil (VF : Caroline Pascal) : Amanda Tanner
- Joshua Malina (VF : Patrice Baudrier) : David Rosen
- Brendan Hines (VF : Jean-Pierre Michael) : Gideon Wallace
- Bellamy Young (VF : Claire Guyot) : Mellie Grant
- Matt Letscher (VF : Renaud Marx) : Billy Chambers

## Épisodes

### Épisode 1:Mon petit cœur
- États-Unis /  Canada : 5 avril 2012 sur ABC[2] / Citytv
- France :
  - 28 mars 2013 sur Canal+[3]
  - 1er juillet 2014 sur M6[4]
- Belgique : 10 avril 2013 sur RTL-TVI[5]
- Suisse : 4 janvier 2014 sur RTS Un[6]
- Québec : 30 janvier 2014 sur Séries+[7]

- États-Unis : 7,33 millions de téléspectateurs[8] (première diffusion)
- France : 2,86 millions de téléspectateurs[9] (deuxième diffusion)
- Belgique : 245 600 téléspectateurs[10] (première diffusion)

- Joshua Malina (David)
- Wes Brown (Sully St. James)
- Liza Weil (Amanda Tanner)
- Bellamy Young (Mellie Grant)
- Leslie Grossman (Lisa)

### Épisode 2:Secrets d'alcôve
- États-Unis /  Canada : 12 avril 2012 sur ABC / Citytv
- France :
  - 28 mars 2013 sur Canal+
  - 1er juillet 2014 sur M6
- Belgique : 10 avril 2013 sur RTL-TVI
- Suisse : 4 janvier 2014 sur RTS Un
- Québec : 6 février 2014 sur Séries+

- États-Unis : 7,28 millions de téléspectateurs[11] (première diffusion)
- France : 2,5 millions de téléspectateurs[9] (deuxième diffusion)
- Belgique : 191 200 téléspectateurs[10] (première diffusion)

- Mimi Kennedy (Sharon Marquette)
- Joshua Malina (David Rosen)
- Bellamy Young (Mellie Grant)
- Matt Letscher (Billy Chambers)
- Liza Weil (Amanda Tanner)
- Brendan Hines (Gideon Wallace)
- John Getz (Patrick Keating)
- Megan Gallagher (VF : Dominique Vallée) (Claire Keating)
- Troy Winbush (Morris Elcott)

### Épisode 3:Solidarité féminine
- États-Unis /  Canada : 19 avril 2012 sur ABC / Citytv
- France :
  - 4 avril 2013 sur Canal+
  - 1er juillet 2014 sur M6
- Belgique : 17 avril 2013 sur RTL-TVI
- Suisse : 4 janvier 2014 sur RTS Un
- Québec : 13 février 2014 sur Séries+

- États-Unis : 7,21 millions de téléspectateurs[12] (première diffusion)
- France : 2,1 millions de téléspectateurs[9] (deuxième diffusion)
- Belgique : 249 200 téléspectateurs[13] (première diffusion)

- JoBeth Williams (VF : Sylvie Genty) (Sandra Harding)
- Joshua Malina (David Rosen)
- Bellamy Young (Mellie Grant)
- Matt Letscher (Billy Chambers)
- Liza Weil (Amanda Tanner)
- Brendan Hines (Gideon Wallace)
- Curtis Armstrong (Seamus Cole)
- Michael Cassidy (VF : Mathias Kozlowski) (Travis Harding)
- Ellen Woglom (VF : Laura Préjean) (Helen Fisher)
- Jerrika Hinton (Hannah)

### Épisode 4:Ruptures
- États-Unis /  Canada : 26 avril 2012 sur ABC / Citytv
- France :
  - 4 avril 2013 sur Canal+
  - 1er juillet 2014 sur M6
- Belgique : 17 avril 2013 sur RTL-TVI
- Suisse : 11 janvier 2014 sur RTS Un
- Québec : 20 février 2014 sur Séries+

- États-Unis : 6,86 millions de téléspectateurs[14] (première diffusion)
- France : 1,9 million de téléspectateurs[9] (deuxième diffusion)
- Belgique : 194 900 téléspectateurs[13] (première diffusion)

- Joshua Malina (David Rosen)
- Bellamy Young (Mellie Grant)
- Matt Letscher (Billy Chambers)
- Liza Weil (Amanda Tanner)
- Brendan Hines (Gideon Wallace)
- Leland Orser (Sanders)
- Dan Bucatinsky (James)
- José Zúñiga (General Florez)
- Valerie Cruz (VF : Laura Zichy) (Carolina)

### Épisode 5:Crash
- États-Unis /  Canada : 3 mai 2012 sur ABC / Citytv
- France :
  - 11 avril 2013 sur Canal+
  - 8 juillet 2014 sur M6
- Belgique : 24 avril 2013 sur RTL-TVI
- Suisse : 11 janvier 2014 sur RTS Un
- Québec : 27 février 2014 sur Séries+

- États-Unis : 6,69 millions de téléspectateurs[15] (première diffusion)
- France : 2,28 millions de téléspectateurs[16] (deuxième diffusion)
- Belgique : 181 700 téléspectateurs[17] (première diffusion)

- Kate Burton (Vice Président Sally Langston)
- Joshua Malina (David Rosen)
- Bellamy Young (Mellie Grant)
- Matt Letscher (Billy Chambers)
- George Newbern (Charlie)
- Graham Beckel (Hank Tanner)
- Liza Weil (Amanda Tanner)
- Brendan Hines (Gideon Wallace)
- Darren Pettie (Andrew Mackleson)
- Leslie Grossman (Lisa)
- Lenora May (Phyllis)
- Brian Letscher (Tom)
- Stoney Westmoreland (Hal)
- Amanda Fuller (Carly)

### Épisode 6:Jeu de piste
- États-Unis /  Canada : 10 mai 2012 sur ABC / Citytv
- France :
  - 11 avril 2013 sur Canal+
  - 8 juillet 2014 sur M6
- Belgique : 24 avril 2013 sur RTL-TVI
- Suisse : 11 janvier 2014 sur RTS Un
- Québec : 6 mars 2014 sur Séries+

- États-Unis : 6,43 millions de téléspectateurs[18](première diffusion)
- France : 2,1 millions de téléspectateurs[16] (deuxième diffusion)
- Belgique : 136 700 téléspectateurs[17] (première diffusion)

- Kate Burton (Vice Président Sally Langston)
- Joshua Malina (David Rosen)
- Bellamy Young (Mellie Grant)
- Matt Letscher (Billy Chambers)
- Liza Weil (Amanda Tanner)
- Brendan Hines (Gideon Wallace)
- Dan Bucatinsky (James)
- Brenda Song (Alissa)

### Épisode 7:Les Femmes du Président
- États-Unis /  Canada : 17 mai 2012 sur ABC[19] / Citytv
- France :
  - 18 avril 2013 sur Canal+
  - 8 juillet 2014 sur M6
- Belgique : 1er mai 2013 sur RTL-TVI
- Suisse : 18 janvier 2014 sur RTS Un
- Québec : 13 mars 2014 sur Séries+

- États-Unis : 7,33 millions de téléspectateurs[20] (première diffusion)
- France : 1,8 million de téléspectateurs[16] (deuxième diffusion)
- Belgique : 136 400 téléspectateurs[21] (première diffusion)

- Kate Burton (Vice Président Sally Langston)
- Joshua Malina (David Rosen)
- Bellamy Young (Mellie Grant)
- Matt Letscher (Billy Chambers)
- George Newbern (Charlie)
- Dan Bucatinsky (James)
- Brendan Hines (Gideon Wallace)
- Mark Harelik (Press Secretary Marvin Colgate)
- Shannon Cochran (Attorney General Susan Sawyer)
- Troy Winbush (Morris Elcott)
- Brian Letscher (Tom)

## Audiences aux États-Unis
La moyenne de cette saison est de 7 millions de téléspectateurs américains. Les épisodes les plus regardés sont le 1.01  Mon petit cœur (Dirty Little Secrets) et le 1.07 Les Femmes du Président (Grant: For the People) qui réunissent chacun 7,33 millions de téléspectateurs, alors que l'épisode le moins regardé est le 1.06 Jeu de piste (The Trail) avec 6,43 millions de téléspectateurs américains.
| N° d'épisode | Titre original        | Titre français          | Chaîne | Date de diffusion originale | USA (en millions de téléspectateurs) | PDM sur les 18/49 ans |
| ------------ | --------------------- | ----------------------- | ------ | --------------------------- | ------------------------------------ | --------------------- |
| 1            | Sweet Baby            | Mon petit cœur          | ABC    | 5 avril 2012                | 7,33                                 | 2,0/6                 |
| 2            | Dirty Little Secrets  | Secrets d'alcôve        | ABC    | 12 avril 2012               | 7,28                                 | 2,0/6                 |
| 3            | Hell Hath No Fury     | Solidarité féminine     | ABC    | 19 avril 2012               | 7,21                                 | 2,0/6                 |
| 4            | Enemy of the State    | Ruptures                | ABC    | 27 avril 2012               | 6,86                                 | 2,0/6                 |
| 5            | Crash and Burn        | Crash                   | ABC    | 3 mai 2012                  | 6,69                                 | 1,9/5                 |
| 6            | The Trail             | Jeu de piste            | ABC    | 10 mai 2012                 | 6,43                                 | 1,9/5                 |
| 7            | Grant: For the People | Les Femmes du Président | ABC    | 17 mai 2012                 | 7,33                                 | 2,3/7                 |